# Haraze Mangueigne (departement)
Haraze Mangueigne er et af de tre departementer, som udgør regionen Salamat i Tchad.
9°56′06″N 20°46′20″Ø / 9.935°N 20.7722°Ø